# Slow Hands (Interpol)
Slow Hands è un singolo del gruppo musicale statunitense Interpol, pubblicato nel 2004 ed estratto dal secondo album in studio Antics.
Il brano è stato scritto da Carlos Dengler, Daniel Kessler, Paul Banks e Sam Fogarino.

## Tracce
- 7" / CD

1. Slow Hands – 3:04
2. Slow Hands (Dan the Automator remix) - CD only – 4:04
3. Slow Hands (Britt Daniel of Spoon remix) – 3:44